# Datenbanken irdischer Impaktstrukturen
Datenbanken irdischer Impaktstrukturen verzeichnen Spuren des Auftreffens (Impakt) von Himmelskörpern (z. B. Meteoroide, Asteroiden oder Kometen) auf der Erde. Weltweit existieren mehrere Datenbanken, die sich in Umfang, Aufbau und Suchfunktion unterscheiden.

## Earth Impact Database – Planetary and Space Science Centre (PASSC), Kanada
Earth Impact Database ist eine von der University of New Brunswick (Kanada) geführte Datenbank, besteht in der heutigen Form seit 2001 und enthält über 190 bestätigte Impaktstrukturen.

## Expert Database on Earth Impact Structures (EDEIS) - Tsunami Laboratory, Russland
Die vom Institute of Computational Mathematics and Mathematical Geophysics, Tsunami Laboratory, Nowosibirsk, Russland, geführte Datenbank hat einen Umfang von über 1217 Strukturen in 5 Kategorien:
- proven
- probable
- possible
- doubtful
- false entry.

## Eingestellte Aktivität
Von 2004 bis 2010 bestand die Impact Field Studies Group (IFSG), die eine eigene Impact Database (zuvor: Earth Impact Sites (SEIS)) betrieb.